# تیرن
تیرن (به انگلیسی: Thiirane) یک ترکیب شیمیایی با شناسه پاب‌کم ۹۸۶۵ است. شکل ظاهری این ترکیب، مایع زرد کمرنگ است.